# Ecce Homo (Titiaan)
Ecce Homo is een schilderij van Titiaan uit 1543. Het maakt deel uit van de collectie van het Kunsthistorisches Museum in Wenen.

## Herkomst
Titiaan maakte het schilderij in 1543 voor Giovanni d'Anna (Jan van Haanen), een rijke Nederlandse of Vlaamse koopman die zich in Venetië had gevestigd in een paleis aan het Canal Grande. In 1580 was het nog steeds in het bezit van de koopmansfamilie. Er bestaat een gerucht dat koning Hendrik III van Frankrijk in 1574 tevergeefs een bedrag van 800 dukaten had aangeboden aan Paolo d'Anna voor de Ecce Homo. Sir Henry Wotton kocht het werk in het begin van de zeventiende eeuw, waarna het in 1621 in handen kwam van de hertog van Buckingham. Deze weigerde een bod van 7000 pond voor het schilderij van de graaf van Arundel. Onder het Gemenebest verliet de Ecce Homo Engeland. Het werd in 1648 in Antwerpen geveild en later door aartshertog Leopold Willem van Oostenrijk verworven voor zijn broer keizer Ferdinand III. Aan het begin van de achttiende eeuw bevond het werk zich in Praag. In 1723 werd het overgebracht naar Wenen.

## Voorstelling
Bovenaan de trap die naar het paleis leidt, staat Jezus, ontbloot op zijn lendendoek na. Pontius Pilatus, gekleed in een blauw Romeins kostuum, toont hem aan de verzamelde menigte. Daarbij zou de prefect de woorden "Ecce Homo" ("Zie de mens") hebben gesproken. De toeschouwers begonnen daarna te roepen dat Jezus gekruisigd moest worden. De mensenmassa komt op Italiaanse schilderijen met een Ecce Homo zelden voor. Wellicht had de opdrachtgever aangedrongen op deze weergave die aansluit bij de schilderkunst uit de zuidelijke Nederlanden.
Sommige kunsthistorici hebben op het schilderij tijdgenoten van de schilder herkend, hoewel het bewijs hiervoor soms mager is. Zo zou Pilatus een portret zijn van Titiaans vriend, de schrijver Pietro Aretino. De man met de tulband rechts stelt sultan Süleyman de Grote voor en de man in harnas rechts van hem Alfonso d'Avalos, die Tunis op de Ottomanen heroverd had. De dikke farizeeër rechts op de voorgrond zou Pietro Lando kunnen zijn, de doge die op dat moment aan de macht was in Venetië. Het blonde meisje met een witte satijnen jurk in het midden van het schilderij werd aangezien voor Titiaans dochter Lavinia. 
De mannen links op de voorgrond leiden de aandacht naar Christus aan de rand het schilderij. Een van hen houdt met een wanhopig gezicht een hond vast, terwijl de ander die op de rug wordt gezien, leunt op een schild met de dubbele adelaar van het Heilige Roomse Rijk. Titiaan was in 1533 hofschilder van de keizer geworden. De man op de trap die ook op de rug wordt gezien, deelt het schilderij in tweeën, links de dramatische scene met de weerloze Christus en de besluiteloze Pontius Pilatus, rechts de toeschouwers.